# Лехмино
Лехмино — деревня в Смоленской области России, в Холм-Жирковском районе. Расположена в северной части области в 6 км к северо-западу от Холм-Жирковского, в 9 км восточнее станции Канютино на железнодорожной ветке Дурово — Владимирский Тупик.
Население — 180 жителей (2007 год). Административный центр Лехминского сельского поселения.

## Экономика
Дом культуры, библиотека, средняя школа.
Рядом с деревней построена ферма благородного европейского оленя, трофейного направления. Животные были вывезены из Великобритании в феврале 2014 года.